# 제너럴 일렉트릭 혼다 HF120

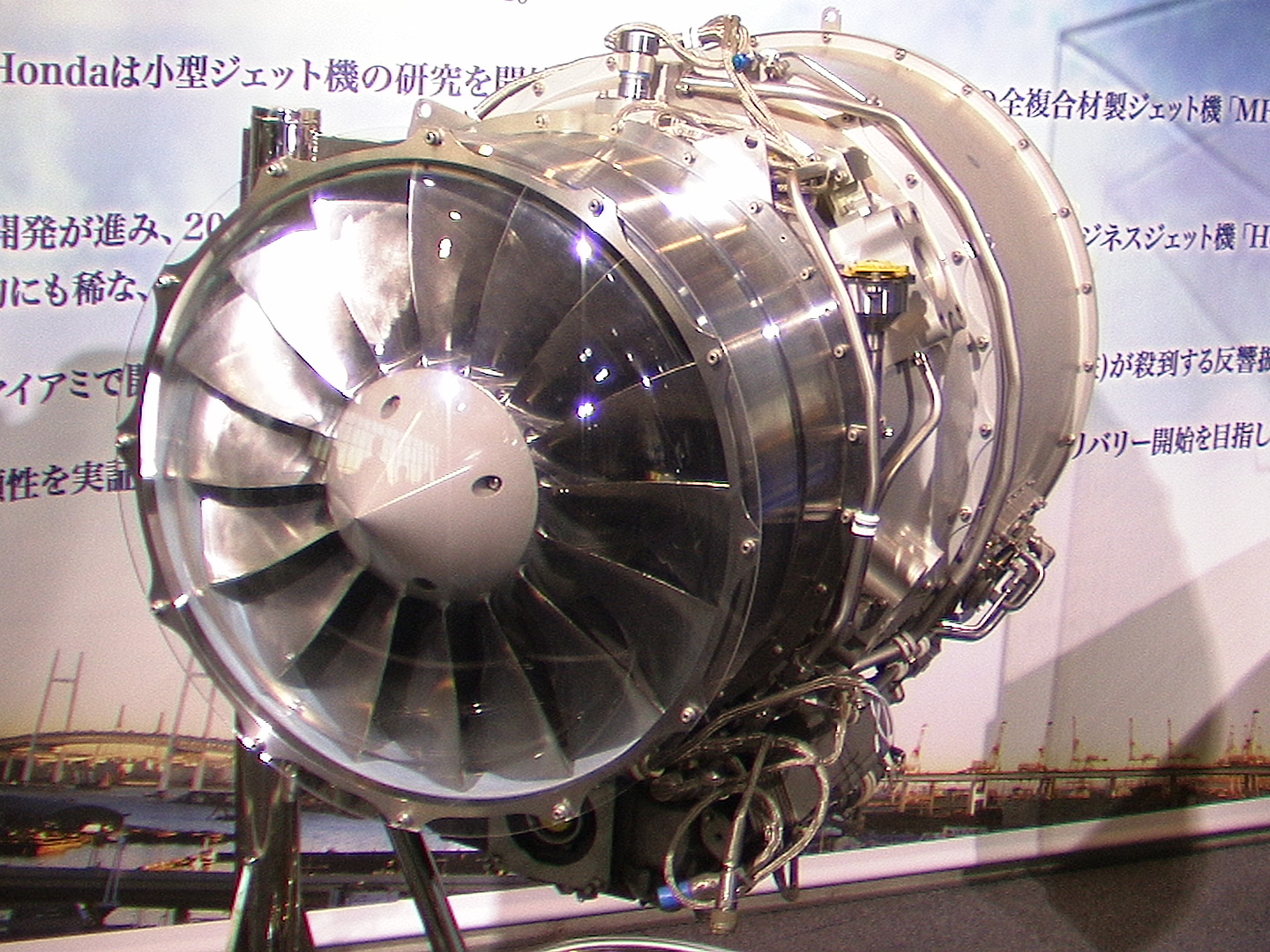

제너럴 일렉트릭 혼다 HF120은 초경량 제트기 시장을 겨냥한 소형 터보팬 엔진이다.
이륙 추력은 2,050 lbf (9.18 kN)이고, 2중 채널 FADEC을 사용하며, ICAO의 Stage IV 소음 기준을 만족한다. 2006년 기준으로는 HA-420 혼다젯에만 사용되고 있다. 혼다는 이 엔진을 다른 제작사의 항공기용으로도 판매하려는 생각을 갖고 있다.

## 사양
- 추력 : 9.18 kN
- 바이패스 비 : 2.9
- 엔진 압력비 : 24
- 추력 대 무게 비 : 5 이상
- 최대 직경 : 21.2 인치
- 길이 : 44 인치
- 무게 : 400 lb 미만
- 비연료 소모율 (순항 시) : 0.7 lb/hr/lbf 미만

## 적용 기종
- 혼다 HA-420 혼다젯 : 2 X HF120 (2009년 승인 예상)
- Spectrum Aeronautical S-40 Freedom : 2 X HF120 (2010년 승인 예상)